# Oogamia

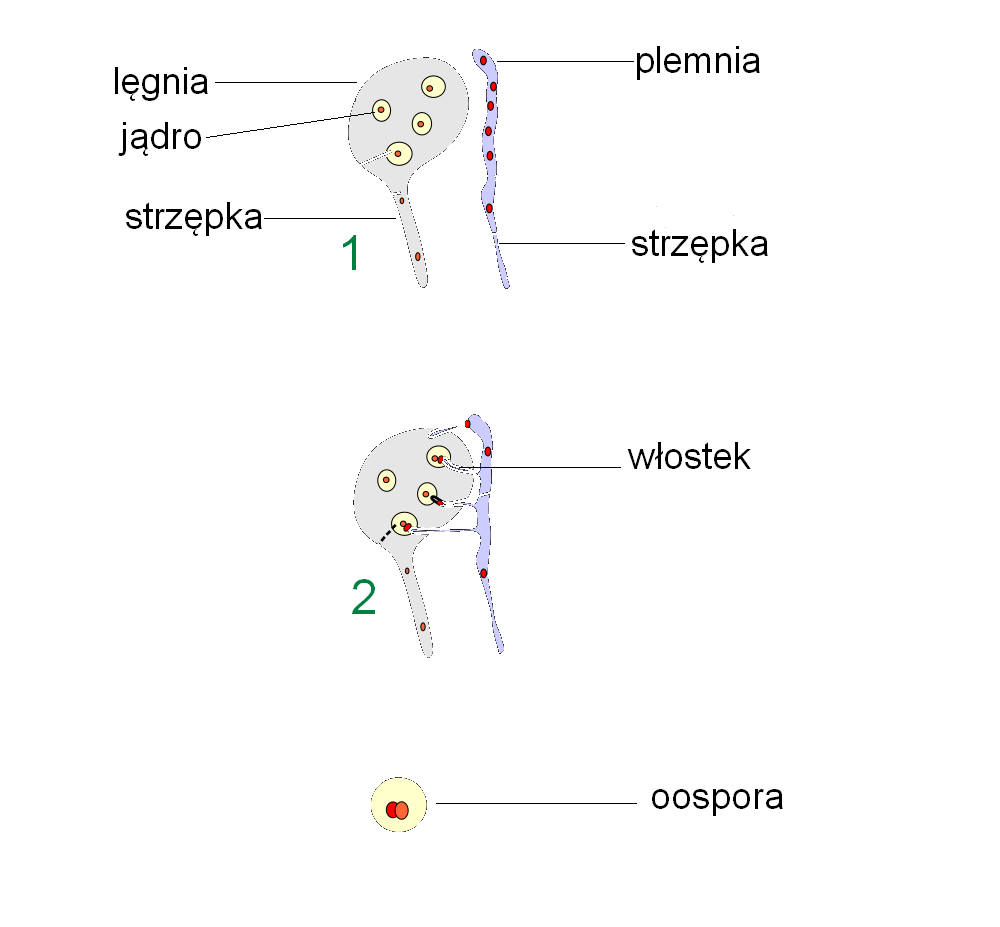
Schemat oogamii

Oogamia – sposób rozmnażania płciowego będący jednym z rodzajów gametangiogamii. Polega na tym, że dwa gametangia (plemnia i rodnia) łączą się z sobą za pomocą specjalnego mostka kopulacyjnego zwanego włostkiem. Przez mostek ten z plemni do lęgni przepływa protoplast wraz z jądrami. Powstaje dwujądrowa oospora. Ten typ rozmnażania występuje np. u grzybów należących do klasy lęgniowców (Oomycota).
W niektórych opracowaniach oogamią nazywa się najbardziej zaawansowaną ewolucyjnie formę anizogamii zwanej też heterogamią, w której komórka jajowa jest większa i nieruchoma, a plemnik dużo mniejszy i ruchomy. W tym rozumieniu oogamia jest odmianą gametogamii i jest to najpowszechniej występujący w przyrodzie typ rozmnażania. Tak więc termin oogamia dotyczy dwóch różnych form rozmnażania płciowego.